# Джей Пи Морган Чейз и Ко.
Вижте пояснителната страница за други значения на Морган.
„Джей Пи Морган Чейз и Ко.“ (JPMorgan Chase & Co) е американски транснационален финансов конгломерат, една от най-големите банки в света, с център на управление в Ню Йорк. Фирмата е със седалище на 383 Madison Avenue в Мидтаун, Манхатън и е готова да се премести в строящата се сграда JPMorgan Chase на 270 Park Avenue през 2025 г.
Съветът по финансова стабилност (FSB) признава JPMorgan Chase & Co за най-важния финансов конгломерат в света, и която се нарежда на първо място в списъка на глобално системно значимите банки в света.
Като най-голямата инвестиционна банка в света и най-голямата търговска банка в Съединените щати, тя е една от „голямата четворка“ американски банки, заедно с Bank of America, Citigroup и Wells Fargo.
Основните области на дейност са инвестиционно банкиране, финансови услуги за физически лица и малки предприятия, търговско банкиране, банкови трансакции и управление на активи. Това е една от най-големите депозитарни и инвестиционни банки в света. Депозитарни активи: $32,4 трилиона, активи под управление: $7,7 трилиона, дневен обем на трансакциите: $9,7 трилиона, активи под администриране: $5,3 трилиона (към края на 2023 г.). Оперира чрез JPMorgan Chase Bank (национална банка с присъствие в 23 щата), Chase Bank USA (национална банка за кредитни карти) и J.P. Morgan Securities LLC (брокерска фирма).
Основен регион на дейност е САЩ (те дават повече от 2/3 от приходите), значително е присъствието на конгломерата в Европа (Испания, Франция, Швейцария, Германия, Полша, Италия, Великобритания), в Китай и Индия, в Япония, в Австралия и Нова Зеландия, частично в Канада.
В списъка на най-големите публични компании в света Forbes Global 2000 за 2023 г. JPMorgan Chase заема първо място. От 2011 г. тя е класирана сред системно значимите банки в света.
Според Международния консорциум за разследваща журналистика, JPMorgan Chase се нарежда сред водещите световни трансакционни офшорни компании, обработвайки значителна част от 2,4 трилиона долара сенчести банкови трансакции всяка година. В челната петица влизат още една банка от САЩ – The Bank of New York Mellon, две от Обединеното кралство (HSBC и Standard Chartered) и най-голямата банка в Германия – Deutsche Bank.

## История
JPMorgan Chase & Co. се формира в резултат на сливането на общо около хиляда финансови институции. Нейният най-стар предшественик, The Bank of Manhattan Company, е основана от Аарън Бър през 1799 г. и е втората най-стара банка в Съединените щати (след The Bank of New York).
През 1877 г. Джон Томпсън, нюйоркски издател и банкер, основава Chase National Bank, кръщавайки я на името на Салмън Портланд Чейз, известен американски политик и адвокат. Банката се разраства бързо и до 1930 г. става най-голямата в света с активи от 2,7 милиарда долара. През 1955 г. тя се слива с The Bank of The Manhattan Co., за да образува The Chase Manhattan Bank.
Един от основните компоненти на конгломерата, банката J.P. Morgan & Co. е основана през 1871 г. от Джон Пирпонт Морган и банкера от Филаделфия Антъни Дрексел. Компанията финансира големи индустриални сливания, като създаването на General Electric (1892 г.), U.S. Steel (1901), International Harvester. През 1902 г. фирмата финансира създаването на International Mercantile Marine Company, която обединява няколко американски и британски трансатлантически линии; компанията е на ръба на фалита след потъването на Титаник през 1912 г. (корабът ѝ принадлежи чрез дъщерното ѝ дружество White Star Line); След Първата световна война компанията е трансформирана в United States Lines, която фалира през 1986 г. През 1904 г. J.P. Morgan & Co. участва във финансирането на изграждането на Панамския канал, набирайки 40 милиона долара за американското правителство за закупуване на права върху земя от фалиралата френска компания Panama Canal Co.
През 20-те години на миналия век Chase National Bank поглъща 5 американски банки и три латиноамерикански клона, а през 1930 г. се слива с банката на семейство Рокфелер Equitable. Сливането води до образуването на най-голямата банка в света с една от най-големите международни клонови мрежи. 20-те години на миналия век са последвани от срива на фондовия пазар през 1929 г. и Голямата депресия, за чиято основна причина се смята спекулативната политика на американските банки, не на последно място и на J.P. Morgan & Co.
След Втората световна война американските банки започват да увеличават международното си присъствие. До 1965 г. 12 американски банки имат чуждестранни клонове, сред които пет предшественици на JPMorgan Chase: The Chase Manhattan Bank (сформирана през 1955 г. чрез сливането на Bank of Manhattan с Chase National), Chemical Bank, The First National Bank of Chicago, Manufacturers Hanover Trust Co. и Morgan Guaranty Trust Co. (образувана от сливането на J.P. Morgan & Co. с Guaranty Trust Co. през 1959 г.). До 1980 г. 160 американски банки имат клонове извън Съединените щати. Chase Manhattan Bank поема водеща роля в глобализацията; още през 1947 г. тя открива клонове в Германия и Япония. През 1973 г. в Москва е открит първият от 1920 г. насам клон на американска банка. През същата година Chase става кореспондентска банка на Bank of China. Развитието на Chase става под ръководството на Дейвид Рокфелер, който започва работа там през 1946 г., през 1949 г. е избран за вицепрезидент, през 1961 г. – президент, през 1969 г. – главен изпълнителен директор, пост, който заема до 1981 г.
Първите кредитни карти се появяват през 1950 г., но започват да набират популярност едва в края на 60-те години, като няколко от предшествениците на JPMorgan Chase изиграха значителна роля. През 1966 г. City National Bank & Trust Co. от Columbus започва да издава кредитни карти BankAmericard, а пет години по-късно започна да инсталира терминали за плащания с кредитни карти в търговски обекти. Manufacturers Hanover Trust Co. и Chemical Bank през 1969 г. стават основатели на асоциация, която започва да издава кредитни карти Master Charge Plan. Също през 1969 г. Chemical Bank инсталира прототип на машина за теглене на пари с кредитни карти, прототип на банкомата. Впоследствие картите Master Charge Plan стават известни като MasterCard, а BankAmericard стават VISA.
През 1991 г. Chemical Banking Corp. се слива с Manufacturers Hanover Corp., запазвайки името Chemical Banking Corp. и по този начин формира втората по големина банка в Съединените щати.
През 1995 г. First Chicago Corp. се слива с NBD Bancorp., образувайки First Chicago NBD.
През 1996 г. Chase Manhattan Corp. се слива с Chemical Banking Corp., образувайки най-голямата банкова група в Съединените щати.
През 1998 г. First Chicago NBD се слива с Banc One Corp., за да стане Bank One Corp., която след това се слива с First Commerce Corp. на Луизиана, превръщайки се в четвъртата по големина банка в Съединените щати.
През 2000 г. сливането между J.P. Morgan & Co. и Chase Manhattan Corp. довежда до формирането на J.P. Morgan Chase & Co.
През 2004 г. сливането между J.P. Morgan Chase & Co. и Bank One Corp довеждат до формирането на настоящата компания JPMorgan Chase & Co. През 2004 г. тази компания купува Bank One Corporation за 58,5 милиарда долара, а през 2008 г. – инвестиционната банка The Bear Stearns Companies Inc. (5-та по големина в САЩ през 2007 г.).

## Акционери
Акциите на JPMorgan Chase се котират на Нюйоркската фондова борса. На институционални инвеститори към началото на 2023 г. принадлежат 71% от акциите, като най-големи от тях са: The Vanguard Group (9,3%), BlackRock (6,6%), State Street Global Advisors (4,4%), Capital Group Companies (3,3%), Morgan Stanley (2,0%), Bank of America (1,9%), Geode Capital Management (1,7%), FMR Co., Inc. (1,5%), Wellington Management Group (1,4%), Northern Trust (1,2%), MFS Investment Management (1,1%), The Bank of New York Mellon (1,1%), T. Rowe Price (1,0%).

## Дейност
Видове дейност към 2023 г.:
- Потребителско и обществено банкиране (Consumer & Community Banking) – обслужване на физически лица и на малкия бизнеса чрез мрежа от клонове и банкомати. Ангажирани са 142 хил. служители, обслужват се 82 млн. клиенти.

- Корпоративна и инвестиционна банка (Corporate & Investment Bank) – обслужва корпорации, инвестори, финансови институти, правителства и общини, около половината от дейността се осъществява извън САЩ. Ангажирани са 74,4 хил. служители.

- Търговско банкиране (Commercial Banking) – обслужват се американски корпорации и финансови институти с годишен оборот в диапазона от $20 млн. до $2 млрд. Тук работят 17,9 хил. служители.

- Управление на активи и на частен капитал (Asset & Wealth Management) – банката чрез дъщерни компании управлява активи на клиенти на сума от $3,4 трлн. към края на 2023 г. Ангажирани са 28,5 хил. служители.

Към края на 2018 г. JP Morgan Chase притежава акции на други компании на стойност 460,14 млрд. долара.
По стойност на пакетите акции най-много са тези на Microsoft ($10,9 млрд.), Alphabet (Class A $4 млрд. + Class C $4,7 млрд.), Amazon ($7,8 млрд.), Apple ($7,7 млрд.), Bank of America Corporation ($4,8 млрд.), Pfizer ($4,3 млрд.), UnitedHealth Group ($3,9 млрд.), Alibaba Group ($3,5 млрд.), Texas Instruments ($3,5 млрд.), Johnson & Johnson ($3,3 млрд.), Merck & Co, Inc. ($3,2 млрд.), Mastercard ($3,2 млрд.), Home Depot ($3,2 млрд.), Visa Inc. ($3 млрд.), Nextera Energy ($2,1 млрд.), Honeywell ($2,8 млрд.), Salesforce Company ($2,7 млрд.), Chevron Corporation ($2,5 млрд.), Verizon Communications ($2,5 млрд.), Analog Devices ($2,5 млрд.), The Coca-Cola Company ($2,4 млрд.), Norfolk Southern Corporation ($2,4 млрд.), Wells Fargo ($2,4 млрд.), Taiwan Semiconductor ($2,4 млрд.), Netflix ($2,2 млрд.), Mondelēz International ($2,2 млрд.), Comcast Corporation ($2,1 млрд.), Citigroup ($2,1 млрд.), Morgan Stanley ($2,1 млрд.), PayPal Holdings ($2,1 млрд.). В допълнение, компанията инвестира значителни суми чрез инвестиционни фондове, управлявани от BlackRock (основно група от регистрирани фондове iShares) и The Vanguard Group, Inc (тези инвестиции принадлежат на финансовата индустрия, въпреки че средствата могат да бъдат реинвестирани във всяка друга индустрия).